# Vaarwel, Eufrazie!
Vaarwel, Eurfrazie! is het 51ste album uit de stripreeks De avonturen van Urbanus.

## Verhaal
Eufrazie komt door een ongeval om het leven. Cesar en Urbanus gooien alle remmen los. Al snel komen ze door hun spilzucht in grote geldproblemen. 